# 哈萨克斯坦驻西安总领事馆
哈萨克斯坦共和国驻西安总领事馆是哈萨克斯坦设立于中国陕西省西安市的总领事馆。

## 沿革
2022年6月，中国国务委员兼外交部长王毅赴哈萨克斯坦出席“中国+中亚五国”外长第三次会晤。当地时间7日，王毅在努尔苏丹同哈萨克斯坦副总理兼外长特列乌别尔季举行会谈。双方就分别在西安和阿克托别互设总领事馆达成一致。
2023年4月，首任总领事卓什汗·科饶巴耶夫（又译克拉巴耶夫·佐齐汉）到任。2023年5月19日，总领事馆举行开馆仪式。
哈萨克斯坦成为继韩国、泰国、柬埔寨和马来西亚后第五个在西安设领的国家。此前，哈萨克斯坦在华设有驻上海总领事馆和驻香港总领事馆。